# Université catholique de Bruxelles
Cet article possède un paronyme, voir Université de Bruxelles.
 (août 2021).
Si vous disposez d'ouvrages ou d'articles de référence ou si vous connaissez des sites web de qualité traitant du thème abordé ici, merci de compléter l'article en donnant les références utiles à sa vérifiabilité et en les liant à la section « Notes et références ».
L'Université catholique de Bruxelles, mieux connue sous son appellation en néerlandais de Katholieke Universiteit Brussel, était une université belge néerlandophone située à Bruxelles. Elle est issue de la section néerlandaise des Facultés universitaires Saint-Louis, également situées à Bruxelles, et s'appelait d'ailleurs à l'origine Universitaire Faculteiten Sint-Aloysius.
Il s'agissait de la plus petite université néerlandophone de Belgique mais aussi de la plus petite université bruxelloise, toutes langues confondues.

## Histoire
En 1858 est fondé l'institut Saint-Louis, qui contient à la fois une section secondaire et une section supérieur de philosophie. Cette dernière gagne en indépendance jusqu'à devenir les Facultés Saint-Louis. En 1925 s'ouvre une section néerlandophone, Sint-Aloysius. Celle-ci deviendra indépendante en 1973 sous le nom de Universitaire Faculteiten Sint-Aloysius. 
En 1991, elle prend le nom de Katholieke Universiteit Brussel ou Université catholique de Bruxelles. 
À la rentrée 2006-2007, le gouvernement flamand a décidé de fermer les sections de Philosophie et lettres, transférer les sections d'Économie-Gestion et d'Ingénieur commercial à l'EHSAL, fermer les sections de Communication et de Sociologie et fusionner la section de Sciences politiques avec la faculté de Droit.
Dès 2013, la Katholieke Universiteit Brussel fait partie du KU Leuven Campus Brussel.